# 宮川站

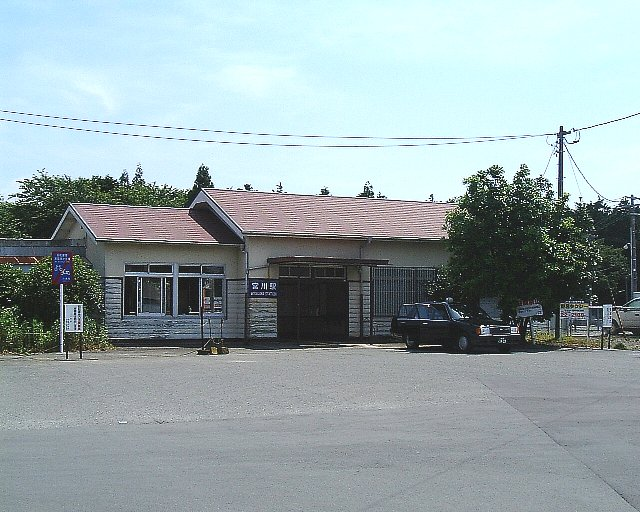
2002年6月10日的車站大樓

宮川站（日语：／ Miyagawa eki */?）是位於三重縣伊勢市小俁町本町，東海旅客鐵道（JR東海）的參宮線車站。
快速「三重」原則上通過此站，但是於參宮線內各站停車、前往伊勢市的19號、21號、23號、25號，前往名古屋的2號和4號均停靠此站。

## 歷史
此站曾經為終點站，在車站啟用後4年內（1893年 - 1896年），1日平均上下車人次超過1,000人。比松阪站多約2倍。但是在1897年（明治30年）11月，山田站（現時：伊勢市站）啟用後，上下車人次轉移至鄰站山田站。在1898年（明治31年）的上下車人次大減約10分之1。
- 1893年（明治26年）12月31日 - 參宮鐵道車站啟用[1]。當時為一般車站。
- 1897年（明治30年）11月11日 - 參宮鐵道延伸至山田站（現時：伊勢市站），成為中途站[1]。
- 1907年（明治40年）10月1日 - 參宮鐵道國有化（日语：鉄道国有法）[1]。
- 1909年（明治42年）10月12日 - 制定路線名稱，此站成為參宮線的車站[1]。
- 1937年（昭和12年）12月尾 - 建設貴賓室、月台上蓋和跨線橋的工程，以及路線彎位改善工程完成。在1938年（昭和13年）1月7日，小俁町公所舉行了祝賀會[3]。
- 1981年（昭和56年） - 上行月台（2號月台）增設上蓋[4]。
- 1986年（昭和61年）11月1日 - 終止貨物起卸業務，成為無人車站[5]。當時為參宮線最後一座貨物起卸站。
- 1986年（昭和61年）11月 - 跨線橋完成[6]
- 1987年（昭和62年）4月1日 - 伴隨國鐵分割民營化，車站由東海旅客鐵道（JR東海）營運[1]。
- 1996年（平成8年）4月1日 - 站前可容納168架單車的免費單車停泊處[7]。
- 1997年（平成9年）2月下旬 - 南邊（2號月台）出入口落成[8]。

## 車站構造
車站是一座地面車站，設有2面2線的相對式月台。兩月台之間設有跨線橋連接。列車交會的路軌較長，這是由於曾經此站會讓貨運列車或前往伊勢神宮參拜的長距離列車進行列車交會。
此站是由伊勢市站管理的無人車站。2號月台側設有通道連接出入口。

### 月台
| 月台 | 路線    | 上下行 | 方向             |
| ---- | ------- | ------ | ---------------- |
| 1    | ■參宮線 | 下行   | 伊勢市、鳥羽方向 |
| 2    | ■參宮線 | 上行   | 松阪、名古屋方向 |

## 利用狀況
根據「三重縣統計書」，以下為1日平均乘車人次列表：
| 年度   | 1日平均 乘車人次 |
| ------ | ---------------- |
| 1998年 | 264              |
| 1999年 | 259              |
| 2000年 | 246              |
| 2001年 | 254              |
| 2002年 | 248              |
| 2003年 | 242              |
| 2004年 | 247              |
| 2005年 | 262              |
| 2006年 | 271              |
| 2007年 | 277              |
| 2008年 | 276              |
| 2009年 | 261              |
| 2010年 | 253              |
| 2011年 | 253              |
| 2012年 | 254              |
| 2013年 | 281              |
| 2014年 | 251              |
| 2015年 | 261              |
| 2016年 | 282              |
| 2017年 | 258              |
| 2018年 | 265              |
| 2019年 | 279              |

## 車站周邊
- 伊勢市小俁綜合分所（舊小俁町（日语：小俣町 (三重県)）公所）
- 伊勢警署小俁町交番
- 小俁郵局
- 伊勢市立小俁中學（日语：伊勢市立小俣中学校）
- 伊勢市立小俁小學（日语：伊勢市立小俣小学校）
- 小俁幼稚園
- 伊勢市立小俁圖書館（日语：伊勢市立小俣図書館）
- 宮川醫療少年院（日语：宮川医療少年院）
- gyutora（日语：ぎゅーとら） 小俁店
- 小俁神社（日语：小俣神社）
- 離宮院蹟（日语：離宮院跡）
- 倉野屋旅館 - 由倉野信次（日语：倉野信次）（福岡軟銀鷹教練）親族經營的旅館。

## 巴士路線
三交伊勢志摩交通
- 13系統 有瀧
- 13系統 伊勢市站前
- 13系統 吉之島伊勢店（經伊勢Topia（日语：伊勢市生涯学習センター））
- 13系統 吉之島伊勢店（經伊勢學園前（日语：伊勢学園高等学校））

伊勢市社區巴士「御蔭巴士」
- 明野路線
  - 柏團地（經近鐵明野站前）
  - 小俁圖書館
- 栗野路線　 （需求制，每日5班）

## 相鄰車站
東海旅客鐵道（JR東海）
參宮線
部分快速「三重」停車站
田丸－宮川－山田上口

## 注腳
1. 1 2 3 4 5 6  曾根悟（監修）. 朝日新聞出版分冊百科編集部（編集） , 编. . 週刊朝日百科. 25号 紀勢本線・参宮線・名松線. 朝日新聞出版. 2010-01-10: 24-25 （日语）.
2. ↑  《小俣町史 通史編》259頁
3. ↑  「宮川新驛舍 七日落成式」伊勢新聞 1938年1月4日付 7面，「省線宮川驛舍 立派に竣工 けふ盛大な祝賀宴」伊勢新聞 1938年1月7日付 2面，「宮川驛増改築落成祝賀会」伊勢新聞 1938年1月9日付 夕刊 2面
4. ↑  《広報おばた 第325号》（1981年5月1日發行，發行者：小俁町公所）p7，在建物資產標記載的年月為昭和55年12月
5. ↑  《JR伊勢市駅開業90周年記念誌》p12
6. ↑  橋中標記了竣工年和月
7. ↑  「168台収容の無料駐輪場が完成 小俣町・JR宮川駅前」中日新聞 1996年4月2日付 朝刊 16面 伊勢志摩版
8. ↑  「今月下旬に利用OK 参宮線宮川駅 南側出入り口建設進む」中日新聞 1997年2月5日付 朝刊 20面 伊勢志摩版
9. 1 2  參照車站內的時間表標示。詳情參見JR東海官方網站中各站的時間表 （页面存档备份，存于）（截至2015年1月）。
10. ↑  三重県統計書 （页面存档备份，存于） - 三重県